# Corey Baker
Corey A. Baker (nacido en Nueva York, Nueva York, Estados Unidos, el 23 de noviembre de 1989) es un beisbolista, lanzador de Liga Venezolana de Béisbol Profesional (LVBP), para los Leones del Caracas y  lanzador profesional de béisbol en la organización de los Cardenales de San Luis.

## Vida personal

### Primeros años y personal
Baker nació en Nueva York, Nueva York , a Mark (un productor de televisión, que creció en Brooklyn) y Leah Baker, y se crio en New City, Nueva York. Él es judío y creció asistiendo a una congregación reformista en New City, donde asistió a la escuela hebrea dos veces por semana y tuvo su bar mitzvah . Baker jugó en los juegos de Maccabi en el grupo de edad de 11 a 12 años. Él tiene un hermano mayor, Halley, que jugó al béisbol de la escuela secundaria. Ahora vive en Chicago, Illinois.

### High School secundaria
Fue a Clarkstown South High School en West Nyack , Nueva York, donde durante tres años Baker lanzó y jugó segunda base. Fue seleccionador de todas las ligas en dos ocasiones como junior y senior, y nombrado Jugador de la Sección del Año de todo el condado, todas las secciones y segundo lugar, y lanzó un no- bateador en su última temporada. Se graduó en 2007. También jugó tres temporadas de béisbol de verano para el equipo de béisbol de Bayside Yankees, para quien tenía un récord de 20-1.

### Universidad
Baker luego trabajó para la Universidad de Pittsburgh Panthers , asistiendo a la escuela con una beca parcial de béisbol, mientras se especializaba en historia y estudiaba ciencias políticas. Como estudiante de segundo año, en marzo de 2009 fue nombrado Big East Pitcher of the Week. Como estudiante de tercer año, en 2010 tenía 11-3 (con sus 11 victorias, el tercero más grande en el país) y fue nombrado para el All-Big East First Team, y para la región All-East de ABCA / Rawlings. Equipo. Terminó su carrera en la escuela como el líder de victorias de todos los tiempos de los Pittsburgh Panthers, con 24 y el cuarto lugar en la historia de la escuela con 221 ponches.
Él planea regresar eventualmente a la escuela para estudiar una maestría en Gestión Deportiva.

## Ligas menores
Baker fue seleccionado por los Cardenales de San Luis en la ronda 49 del draft de la Major League Baseball 2011 (una ronda que ya no existe, ya que el año siguiente el draft de la MLB estaba limitado a 40 rondas) y se firmó por un pequeño bono. Hizo su debut profesional en 2011 con los Batavia Muckdogs de la Clase A- Nueva York-Pennsylvania League. Comenzó la temporada 2013 jugando para Peoria Chiefs de la Clase A Midwest League donde fue All Star, y luego lanzó para los Palm Beach Cardinals de la Clase A + Florida League , antes de unirse a los Cardenales de Springfield de la clase. AA Texas League al final de la temporada. En 2014, lanzó para Palm Beach y Springfield, y en un combinado de 37 juegos (5 aperturas) tenía foja de 6-2 con 2.87 de efectividad y 2 salvadas.
El 31 de agosto de 2015, Baker lanzó su primera blanqueada de carrera para Springfield. Ese año, después de liderar a todos los lanzadores de Springfield con 88 ponches mientras dividía el tiempo entre la rotación de abridores y el bullpen, condujo a Springfield a los playoffs de la Liga de Texas. El entrenador de pitcheo de Springfield Jason Simontacchi dijo de Baker que él:
puede lanzar como un acercamiento ... alivio medio, y como titular. Baker lanza golpes. ... Tiene una súper plaquita , cuando está bien, es muy buena, y creo que ese lanzamiento podría jugar en el nivel de las grandes ligas. Su cambio es un lanzamiento de swing y de error, puede lanzarlo en cualquier conteo, y mezcla un control deslizante hacia diestros.
Lanzando para Springfield nuevamente en la temporada siguiente, fue nombrado Lanzador de la Liga de Texas de la semana del 25 de abril al 1 de mayo de 2016. Baker terminó la temporada lanzando como titular de los Redbirds Memphis de la Clase AAA Pacific Coast League.
Baker fue un invitado fuera de la lista para el campamento de entrenamiento de primavera de la Liga Mayor de los Cardenales en 2017. Comenzó la temporada lanzando en relevo como cerrador de Springfield. A mitad de temporada, era un All-Star de la Liga de Texas. El 13 de julio de 2017, Baker fue liberado de la organización de Cardenales después de haber pasado 7 años en su sistema de ligas menores. Lanzando para los Cardenales de Springfield en 2017, en 40 entradas en 25 apariciones en relevo tuvo una efectividad de 2.48 y lideró al equipo con seis salvamentos, en seis oportunidades de salvamento.

## Equipo Israel; Clásico Mundial de Béisbol
Baker lanzó para Israel en el clasificatorio del Clásico Mundial de Béisbol 2017. Como parte de demostrar que Baker era judío y por lo tanto elegible para lanzar para el equipo de Israel, su familia envió al equipo una foto bar mitzvah de Baker a los 13 años, vistiendo un yarmulke y traje oscuro, y sosteniendo una torah. La única aparición de Baker en el torneo fue un comienzo en el segundo juego contra Brasil. Israel ganó el juego 1-0, avanzando a la final, y Baker fue acreditado con la victoria. Baker lanzó 83 lanzamientos en 5 blanqueadas, mientras que permitió un hit, tres bases por bolas y ponchó a seis.
Baker lanzó como el abridor # 2 para el Equipo Israel en el Clásico Mundial de Béisbol 2017 en el torneo principal, en marzo de 2017.

### LVBP
El lanzador Corey Baker llegó a Venezuela el 27 de septiembre y desde el 28 de septiembre estará entrenando con el equipo de Leones del Caracas para alistarse de cara a la temporada 2017-2018 de la LVBP. 
Esta es la primera experiencia de Baker en el béisbol invernal. 
Había tenido oportunidades de jugar antes pero no me sentía cómodo. Cuando llegó el contacto de Leones a través de Simontacchi empecé a averiguar y me comentaron muchas cosas buenas sobre Caracas. Sabía que era un buen lugar para venir y además tendría a Jason de coach, él ha hecho mucho por mí en mi carrera y aquí podrá seguir ayudándome, concluyó.
Baker es el séptimo importado que confirma la gerencia melenuda y el primero que llega al país para comenzar su preparación para la campaña.